# Come On Pilgrim
Come On Pilgrim es el primer lanzamiento oficial de la banda estadounidense de rock alternativo e indie rock Pixies, lanzado por el sello discográfico independiente 4AD en septiembre de 1987, en forma de EP.

## Historia
En marzo de 1987, Pixies (Black Francis, guitarra/voz; Mrs. John Murphy, bajo/voz; Joey Santiago, guitarra; David Lovering, batería), entraron a Fort Apache Studios con Gary Smith para grabar una demo. El casete de diecisiete pistas resultante, después llamado The Purple Tape llegó a manos de Ivo Watts-Russell, presidente y cofundador del sello discográfico independiente 4AD. El mánager de Pixies, Ken Goes, era a su vez mánager de Throwing Muses, que ya habían firmado con 4AD un año antes. Aunque al principio no estuvo muy impresionado, Watts-Russell fue convencido por su novia para que los fichase.
Watts-Russell escogió ocho de las diecisiete pistas de The Purple Tape para conformar un EP. Decidió remezclar ligeramente las canciones, en vez de hacer a la banda grabarlas nuevamente. ´Casi todas las canciones que aparecen en el Ep aparecerían regrabadas en algunos de los álbumes posteriores de Pixies. La única canción que nunca se volvió a grabar fue "Rock A My Soul". Esta canción, junto a las nueve restantes de The Purple Tape que no aparecen en el Ep, saldrían en un álbum titulado Pixies en 2002.
El título del álbum viene de una frase que usaba el cantante y compositor de rock cristiano Larry Norman en sus conciertos: "Come on pilgrim, you know He loves you", también utilizado en la letra de la canción "Levitate Me".

## Lista de canciones
Todas las canciones compuestas por Black Francis excepto "Levitate Me" de Black Francis/Kim Deal/David Lovering/Jean Walsh.
1. "Caribou" – 3:14
2. "Vamos" – 2:53
3. "Isla de Encanta" – 1:41
4. "Ed Is Dead" – 2:30
5. "The Holiday Song" – 2:14
6. "Nimrod's Son" – 2:17
7. "I've Been Tired" – 3:00
8. "Levitate Me" – 2:37

## Personal
- Black Francis – voz, guitarra
- Kim Deal – bajo, voz (aparece como "Mrs. John Murphy")
- David Lovering – batería
- Joey Santiago – guitarra líder